# Adelsö
59°22′51″N 17°29′46″Ø / 59.38083°N 17.49611°Ø
Adelsö (ældre navn: Alsnö) er en ø og et sogn i Ekerö kommun i Stockholms län i Sverige. Sognet omfatter flere øer mellem Nordre og søndre del af Björkfjorden; Foruden hovedøen Adelsön består sognet af øerne Björkö der var hjemsted for vikingebyen Birka, Kurön, Tofta holme og nogle flere småøer. Björkö og området omkring Adelsö kirke og Hovgården er af Unesco udnævnt til verdensarvsområde. Hovedøen Adelsön er cirka ti kilometer lang og mellem to og fire kilometer bred.

## Historie
Adelsöns historie går tilbage til stenalderen, hvilket fund fra den tid vidner om. Adelsön bestod da kun af nogle mindre øer, som med landhævningen rejste sig fra havet. Mälaren med sit ferskvand var kun en vig i Østersøen.
Fiske, fugle- og sæljagt udgjorde grundlaget for den tids befolkning. Grave fra ældre og yngre bronzealderen er der også, men de fleste oldtidsgrave er fra jernalderen og især fra vikingetiden. På Adelsön er der desuden rester af to borge, hvor især Skansberget ved Stenby, er usædvanlig velbevaret. 
Adelsön, som tidligere kaldtes Alsnö eller Alsnu, og de store kongehøje ved Hovgården viser hvilken betydning Adelsön havde i vikingetiden. Kongen boede på kongsgården ved Hovgården og styrede den tids største by, Birka på Björkö. I den senere del af 1100-tallets byggedes kirken ved Hovgården og Birger Jarls sønner, Magnus Ladulås og Valdemar Birgersson, byggede Alsnö hus. Her besluttede man ved et møde i 1279 at indføre skattefrihed for de som tjente kongen. Dette privilegiebrev, Alsnö stadga, indebar at adelen, indførtes i Sverige.
I middelalderen anvendes Alsnö hus som sommerpalads af konger og statholdere men i dag er der kun en ruin. Alsnöruinen og flere af gravene ved Hovgården blev udgravet ved de omfattende arkæologiske undersøgelser som udførtes fra 1916-1926. Samtidigt med Birkaudgravningerne i 1990'erne var der udgravninger ved Hovgårdsområdet.

## Natur
Adelsön ligger ved Södra og Norra Björkfjorden. Øens landskab består af småkuperede nåleskovsbevoksede klipper og morænebakker, vekslende med marker og enge med smukke løvtræer, især egetræer. Højeste punkt på Adelsön er Kunsta berg med sine 53,2 meter over havet. På Kunsta berg er der et udsigtstårn, hvorfra man kan se milesvidt ud over Mälaren. På den nordlige del af øen snor en 14 kilometer lang vandresti sig forbi velbevarede landsbymiljøer og fortidsmindeområder fra yngre jernalder.
Dyrelivet er artsrigt og omfatter blandt andet elg, rådyr, vildsvin, ræv og mink.

## Befolkning
Den bofaste befolkning består af cirka 750 indbyggere og indbyggertallet har været ganske stabilt gennem århundreder. Flertallet af de erhvervsaktive pendler i dag til Stockholm, men landbrug drives i stor udstrækning og et par aktive erhvervsfiskere er der også. I sommermånederne øges antallet af indbyggere med mange sommergæster.

## Trafik
Adelsön nås via en gratis bilfærge fra Munsön. Busser (linjerne 311 og 312) udgår fra Brommaplan og går til færgelejet, Sjöängen, på Munsö og over til Stenby på Adelsön. Buss 312 kommer med færgen og kører rundt på øen.

På lørdage fra begyndelsen af maj til midten af september trafikerer veteranskibet S/S Ejdern Adelsö (kirkebryggan) fra Södertälje.

## Bebyggelser i Adelsö sogn
- Grindby, Hallsta, Hanmora, Hovgården, Kunsta, Lindby, Lundkulla, Mälby, Stenby, Sättra, Tofta

## Fortidsminder på Adelsö
- Naust, bådhuse ved Hovgården
- Skansbergets fortidsborg
- Adelsö 11:1, en anden fortidsborg
- Hovgården
- Håkanstenen
- Kunsta er en gammel boplads fra folkevandringstiden. I området findes et gravfelt med flere end hundrede grave, samt egetræer fra Gustav Vasas tid.
- Ved Grindby er der en af de største koncentrationer af fortidsminder fra bronzealderen i Ekerö kommun.